# ナイラ
ナイラ（Naira）は、ナイジェリアの通貨単位。国際通貨コード(ISO 4217)は、NGN。記号「₦」で書き表す。補助通貨単位はコボ（Kobo）であり、1ナイラ＝100コボ。現在、1ナイラ＝約0.278円（2022年2月11日現在）。
当通貨は、1973年にナイジェリア・ポンドに代わって導入された。レートは1ポンド=2ナイラ。

## 紙幣・硬貨
1973年にナイジェリア中央銀行(CBN)が発行したのは50コボ、1ナイラ、5ナイラ、10ナイラ、20ナイラ紙幣。50コボ紙幣は1991年に発行中止。1989年に50ナイラ、1999年に100ナイラ、2000年に200ナイラ、2001年に500ナイラ、2005年に1,000ナイラ紙幣それぞれが発行された。
2007年に新シリーズの硬貨が50コボ、1ナイラ、2ナイラの額面で発行された。紙幣も2007年にポリマー紙幣の新シリーズが5ナイラ、10ナイラ、20ナイラ、50ナイラの額面で発行が予定された。但し2007年にポリマー紙幣で発行されたのは20ナイラのみで、その他がポリマー紙幣で発行されたのは2009年となった。2012年にナイジェリア中央銀行は費用及び環境への影響、劣化の速度が早いことなどを理由に、今後はポリマー紙幣を通常の紙幣へ変更すると発表。

### 2023年の紙幣刷新計画
中央銀行は2022年10月26日に200、500、1,000ナイラの各紙幣を刷新し同年12月15日より流通させ、現行紙幣は2023年2月1日以降は無効とする方針を発表した。これには偽造紙幣への対応や、銀行外で蓄積されている巨額の現金を抑制する目的があるとされる。また紙幣刷新と同時にキャッシュレス化を推進するため2023年1月9日からは国内銀行のATMからの現金引き出しに上限を設けることや手数料の徴収なども発表された。
しかし2023年になっても新紙幣の供給が追いつかず、1月4日には中央銀行が国内の商業銀行に対して窓口での新紙幣払い出しを停止しATMに充填するよう指示したが希望者が殺到し、現場では旧紙幣でのATM充填が継続された。こうした事態を受け中央銀行は旧紙幣の使用期限を1月31日から2月10日まで延長した。2月8日には最高裁判所が紙幣刷新を一時停止し、旧紙幣の使用期限を無期限延長するよう中央銀行に命じる判決を下したが、2月10日以降も中央銀行が反応しなかったため旧紙幣は失効したままとなり、市中には旧・新紙幣のいずれもない異常事態に陥った。結局、2月16日になってムハンマド・ブハリ大統領が旧200ナイラ紙幣の流通を60日間認め、それ以外の額面の旧紙幣についても中央銀行が指定すれば交換の対象にできることを発表した。

## 交換率の歴史
| 年   | ナイラ / 1 USドル      | 年   | ナイラ / 1 USドル          |
| ---- | ---------------------- | ---- | -------------------------- |
| 1972 | 0.658                  | 1991 | 8.04 (9.30 並行市場)       |
| 1973 | 0.658                  | 1992 | 9.91                       |
| 1974 | 0.63                   | 1993 | 17.30 (21.90 並行市場)     |
| 1975 | 0.616                  | 1994 | 22.33 (56.80 並行市場)     |
| 1976 | 0.62                   | 1995 | 21.89 (71.70 並行市場)     |
| 1977 | 0.647                  | 1996 | 21.89 (84.58 並行市場)     |
| 1978 | 0.606                  | 1997 | 21.89 (84.58 並行市場)     |
| 1979 | 0.596                  | 1998 | 21.89 (84.70 並行市場)     |
| 1980 | 0.550 (0.900 並行市場) | 1999 | 21.89 (88-90 並行市場)     |
| 1981 | 0.61                   | 2000 | 85.98 (105.00 並行市場)    |
| 1982 | 0.673                  | 2001 | 99-106 (104-122 並行市場)  |
| 1983 | 0.724                  | 2002 | 109-113 (122-140 並行市場) |
| 1984 | 0.765                  | 2003 | 114-127 (135-137 並行市場) |
| 1985 | 0.894 (1.70 並行市場)  | 2004 | 127-130 (137-144 並行市場) |
| 1986 | 2.02 (3.90 並行市場)   | 2005 | 132-136                    |
| 1987 | 4.02 (5.90 並行市場)   | 2006 | 128.50-131.80              |
| 1988 | 4.54 (6.70 並行市場)   | 2007 | 120-125                    |
| 1989 | 7.39 (10.70 並行市場)  | 2008 | 115.50-120                 |
| 1990 | 7.39 (10.70 並行市場)  | 2009 | 145-171                    |

## 符号位置
| 記号 | Unicode | JIS X 0213 | 文字参照         | 名称       |
| ---- | ------- | ---------- | ---------------- | ---------- |
| ₦    | U+20A6  | -          | &#x20A6; &#8358; | ナイラ記号 |